# Zoraida kotoshoensis
Zoraida kotoshoensis är en insektsart som beskrevs av Matsumura 1938. Zoraida kotoshoensis ingår i släktet Zoraida och familjen Derbidae. Inga underarter finns listade i Catalogue of Life.